# Брзотін (округ Рожнява)
Брзотін (словац. Brzotín) — село в окрузі Рожнява Кошицького краю Словаччини. Площа села 20,57 км². Станом на 31 грудня 2016 року в селі проживало 1349 жителів.

## Історія
Перші згадки про село датуються 1243 роком.

## Населення
| Рік:            | 1994. | 2004.    | 2014.   | 2024.   |
| --------------- | ----- | -------- | ------- | ------- |
| Кількість осіб: | 1132  | 1268     | 1347    | 1360    |
| Різниця:        |       | +12,01 % | +6,23 % | +0,96 % |

| Рік:            | 2023. | 2024.   |
| --------------- | ----- | ------- |
| Кількість осіб: | 1357  | 1360    |
| Різниця:        |       | +0,22 % |